# Liste des édifices labellisés « Architecture contemporaine remarquable » du Gers
Cet article recense les édifices labellisés « Architecture contemporaine remarquable » du Gers, en France.
Le label « Architecture contemporaine remarquable » remplace depuis 2016 l'ancien label « Patrimoine du XXe siècle ». Il ne prend en compte que des édifices de moins de 100 ans à la date de labellisation, et qui ne sont pas protégés comme monuments historiques.
Au début 2024, le Gers compte un seul édifice ainsi labellisé.

## Liste
| Monument                    | Commune | Adresse                 | Coordonnées                      | Notice     | Date | Illustration               |
| --------------------------- | ------- | ----------------------- | -------------------------------- | ---------- | ---- | -------------------------- |
| École maternelle Lissagaray | Auch    | 11 quai des Marronniers | 43° 38′ 48″ nord, 0° 35′ 23″ est | ACR0001775 | 2022 | Image manquante Téléverser |